# 興和川崎東口ビル
興和川崎東口ビル（こうわかわさきひがしぐちビル）は、神奈川県川崎市川崎区に建つ高層ビルである。

## 建築

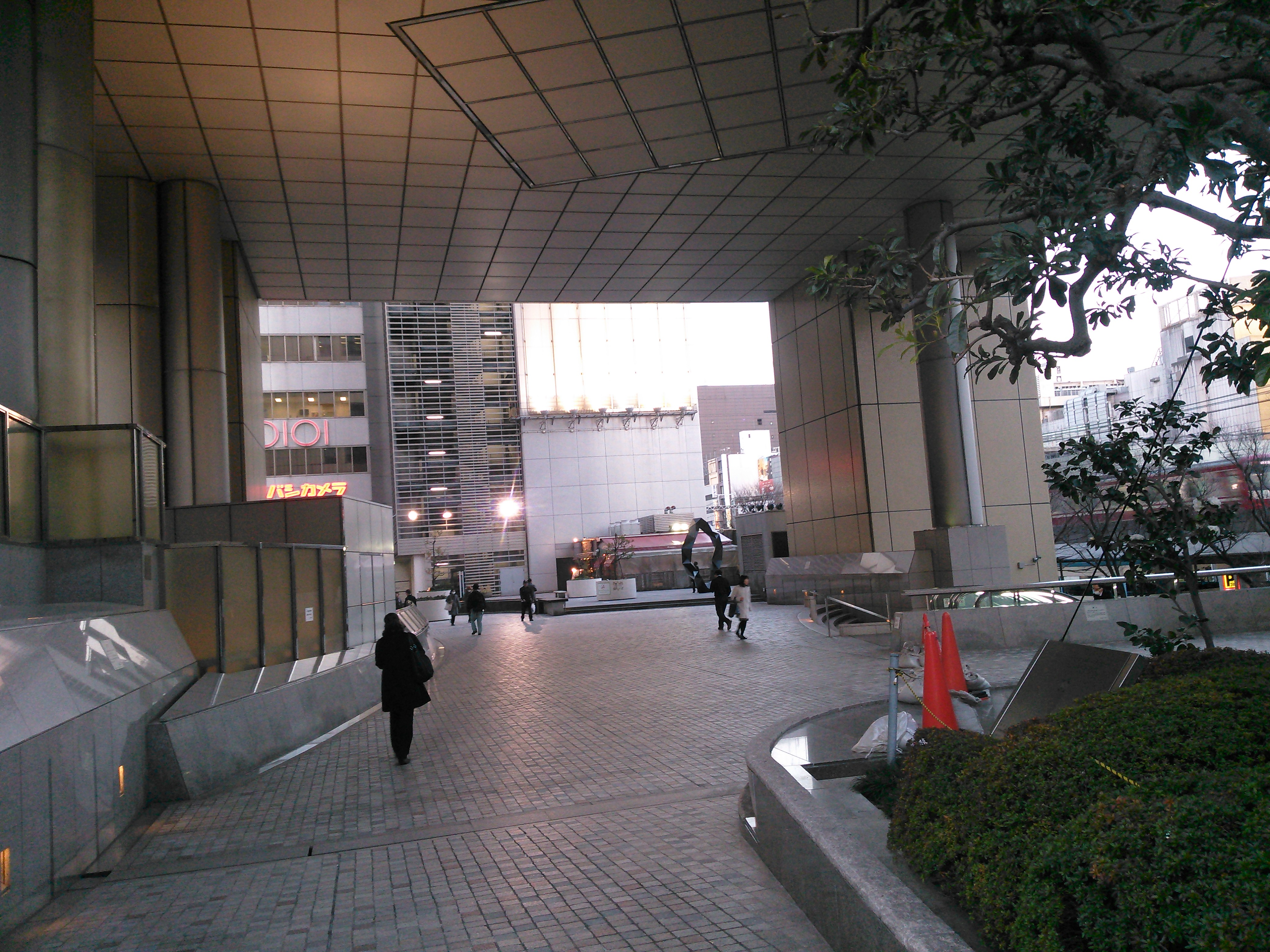
中層階のピロティ

JR川崎駅東口南側の、三菱電線工業川崎工場跡地に興和不動産（現・日鉄興和不動産）により建設され、1988年に竣工した。隣接する大型電算センターとして建てられた「日本アイ・ビー・エム川崎ビル」（現・JMFビル川崎01）とともに、当初は日本アイ・ビー・エムが拠点を置いていたが、2005年からは東芝情報システムが全フロア賃借している。
JMFビル川崎01もこのビルと同じく松田平田設計による設計で、外壁の色合いを揃えて統一感を持たせている。中層階のピロティは一般開放され、川崎駅前から川崎ルフロンを経て、UR賃貸住宅「サンスクエア川崎」まで、車道と平面交差しない歩行者動線を構成する。またこのビルは、本格的なインテリジェント対応事務所ビルとして計画され、特に9フロア分は電算機械室に対応できるように、建築上の配慮が加えられた。
1988年に神奈川県建築コンクール賞を受賞。